# アルメニアの首相
アルメニアの首相（アルメニア語: Հայաստանի վարչապետ）は、アルメニア政府の大臣の長であり、議会から「政府の通常の活動を監督し、大臣の仕事を調整すること」を求められている。首相は大統領から指名されるが、議会の内閣不信任決議によって失職する。なお、建国当初は大統領の権限が絶大であったが、度々の憲法改正により権限が縮小しており、2018年以降は儀礼職となり、政治の実権は首相が握っている。

## アルメニア政府の長の一覧

### アルメニア第一共和国首相
| # | 名前                         | 画像 | 就任           | 退任           | 政党               |
| - | ---------------------------- | ---- | -------------- | -------------- | ------------------ |
| 1 | ホヴハンネス・カチャズヌニ   |      | 1918年7月30日  | 1919年5月28日  | アルメニア革命連盟 |
| 2 | アレクサンドル・ハティシアン |      | 1919年5月28日  | 1920年5月5日   | アルメニア革命連盟 |
| 3 | ハモ・オハンジャニアン       |      | 1920年5月5日   | 1920年11月25日 | アルメニア革命連盟 |
| 4 | シモン・ヴラツィアン         |      | 1920年11月25日 | 1920年12月2日  | アルメニア革命連盟 |

### アルメニア社会主義ソビエト / ソビエト社会主義共和国

#### 人民会議議長
| # | 名前                         | 画像 | 就任          | 退任          | 政党                           |
| - | ---------------------------- | ---- | ------------- | ------------- | ------------------------------ |
| 1 | アレクサンドル・ミャスニコフ |      | 1921年5月21日 | 1922年2月2日  | ロシア共産党（ボリシェヴィキ） |
| 2 | セルゲイ・ルカシン           |      | 1922年2月     | 1925年6月23日 | ロシア共産党（ボリシェヴィキ） |
| 3 | サルキス・アンバルツミャン   |      | 1925年6月23日 | 1928年3月22日 | ロシア共産党（ボリシェヴィキ） |
| 4 | サアク・テル＝ガブリエリャン |      | 1928年3月22日 | 1935年1月19日 | 全連邦共産党（ボリシェヴィキ） |
| 5 | アブラアム・グロヤン         |      | 1935年2月10日 | 1937年2月     | 全連邦共産党（ボリシェヴィキ） |
| 6 | アラム・ピルジャン           |      | 1937年11月    | 1943年11月8日 | 全連邦共産党（ボリシェヴィキ） |
| 7 | アガシ・サルキシャン         |      | 1943年11月8日 | 1946年        | 全連邦共産党（ボリシェヴィキ） |

#### 閣僚会議議長
| # | 名前                         | 画像 | 就任           | 退任           | 政党                           |
| - | ---------------------------- | ---- | -------------- | -------------- | ------------------------------ |
| 1 | アガシ・サルキシャン         |      | 1946年         | 1947年3月31日  | 全連邦共産党（ボリシェヴィキ） |
| 2 | サアク・カラペチャン         |      | 1947年3月29日  | 1952年11月     | 全連邦共産党（ボリシェヴィキ） |
| 3 | アントン・コチニャン         |      | 1952年11月20日 | 1966年2月5日   | ソビエト連邦共産党             |
| 4 | バダル・ムラジャン           |      | 1966年2月5日   | 1972年11月21日 | ソビエト連邦共産党             |
| 5 | グリゴリー・アルズマニャン   |      | 1972年11月21日 | 1976年11月28日 | ソビエト連邦共産党             |
| 6 | ファデイ・サルキシャン       |      | 1977年1月17日  | 1989年1月16日  | ソビエト連邦共産党             |
| 6 | ウラジーミル・マルカリヤンツ |      | 1989年1月16日  | 1990年8月13日  | ソビエト連邦共産党             |
| 7 | ワズゲン・マヌキャン         |      | 1990年8月13日  | 1991年9月25日  | ソビエト連邦共産党             |

### アルメニア共和国首相
| #    | 名前                           | 画像 | 就任           | 退任              | 政党                 |
| ---- | ------------------------------ | ---- | -------------- | ----------------- | -------------------- |
| 1    | ワズゲン・マヌキャン           |      | 1991年9月25日  | 1991年11月22日    | 国家民主連合         |
| 2    | ガギク・ハルチュニャン         |      | 1991年11月22日 | 1992年7月30日     | 無所属               |
| 3    | ホスロフ・ハルチュニャン       |      | 1992年7月30日  | 1993年2月2日      | 無所属               |
| 4    | フラント・バグラチャン         |      | 1993年2月2日   | 1996年11月4日     | アルメニア全国民運動 |
| 5    | アルメン・サルキシャン         |      | 1996年11月4日  | 1997年3月20日     | 無所属               |
| 6    | ロベルト・コチャリャン         |      | 1997年3月20日  | 1998年4月10日     | 無所属               |
| 7    | アルメン・ダルビニャン         |      | 1998年4月10日  | 1999年6月11日     | 無所属               |
| 8    | ヴァズゲン・サルキシャン       |      | 1999年6月11日  | 1999年10月27日[α] | アルメニア共和党     |
| 9    | アラム・ザヴェニ・サルキシャン |      | 1999年11月3日  | 2000年5月2日      | アルメニア共和党     |
| 10   | アンドラニク・マルカリャン     |      | 2000年5月12日  | 2007年3月25日[β]  | アルメニア共和党     |
| 11   | セルジ・サルキシャン           |      | 2007年3月26日  | 2008年4月7日      | アルメニア共和党     |
| 12   | チグラン・サルキシャン         |      | 2008年4月9日   | 2014年4月13日     | アルメニア共和党     |
| 13   | ホヴィク・アブラハミャン       |      | 2014年4月13日  | 2016年9月8日      | アルメニア共和党     |
| 14   | カレン・カラペチャン           |      | 2016年9月13日  | 2018年4月17日     | アルメニア共和党     |
| 15   | セルジ・サルキシャン           |      | 2018年4月17日  | 2018年4月23日     | アルメニア共和党     |
| 代行 | カレン・カラペチャン           |      | 2018年4月23日  | 2018年5月8日      | アルメニア共和党     |
| 16   | ニコル・パシニャン             |      | 2018年5月8日   | 現職              | 市民契約             |